# Aloe lepida
Aloe lepida ist eine Pflanzenart der Gattung der Aloen in der Unterfamilie der Affodillgewächse (Asphodeloideae). Das Artepitheton lepida stammt aus dem Lateinischen, bedeutet ‚anmutig‘ und verweist auf das Erscheinungsbild der Pflanzen.

## Beschreibung

### Vegetative Merkmale
Aloe lepida wächst stammbildend und ist von der Basis aus verzweigt. Der aufrechte Stamm erreicht eine Länge von 25 bis 30 Zentimeter. Die eiförmig verschmälerten Laubblätter bilden eine kompakte Rosette. Die gelblich grüne Blattspreite ist 20 bis 28 Zentimeter lang und 7,5 bis 9 Zentimeter breit. Sie ist mit weißen Flecken besetzt, die wellige Querbänder bilden. Auf der Blattunterseite sind die Flecken kleiner und zahlreicher. Die stechenden, oft hakigen, braun gespitzten Zähne am Blattrand sind 3 bis 7 Millimeter lang und stehen 6 bis 12 Millimeter voneinander entfernt.

### Blütenstände und Blüten
Der Blütenstand weist ein bis zwei Zweige auf erreicht eine Länge von 30 bis 50 Zentimeter. Die lockeren, zylindrisch spitz zulaufenden Trauben sind etwa 20 Zentimeter lang und 7 bis 8 Zentimeter breit. Die eiförmig spitz zulaufenden, weißlichen Brakteen weisen eine Länge von 6 bis 7 Millimeter auf und sind 3 bis 3,5 Millimeter breit. Die hell orangeroten, etwas gelblich gestreiften Blüten stehen an 15 bis 20 Millimeter langen Blütenstielen. Sie sind 25 bis 29 Millimeter lang und an ihrer Basis gestutzt. Auf Höhe des Fruchtknotens weisen die Blüten einen Durchmesser von etwa 5,5 Millimeter auf. Darüber sind sie auf etwa 4 Millimeter verengt und schließlich zu Mündung auf etwa 6 Millimeter erweitert. Ihre äußeren Perigonblätter sind auf einer Länge von 5 bis 6 Millimetern nicht miteinander verwachsen. Die Staubblätter und der Griffel ragen kaum aus der Blüte heraus.

## Systematik und Verbreitung
Aloe lepida ist in Angola in der Provinz Huambo auf Felshängen im Schatten von Bäumen verbreitet. Die Art ist nur vom Typusfundort bekannt.
Die Erstbeschreibung durch Leslie Charles Leach wurde 1974 veröffentlicht.

## Nachweise